# Мон (држава)
Мон је једна од држава Мјанмара. Има 2.050.282 становника (подаци из 2014. године), а главни град је Моуламјин. Већину становништва у држави чини народ Мон. 